# ريك هوارد
ريك هوارد (بالفرنسية: Rick Howard)‏ (و. 1972  م) هو متزلج لوحي كندي.